# George Athor
George Athor Deng (1962 - 19 de dezembro de 2011) foi o tenente-general do Exército Popular de Libertação do Sudão e, posteriormente, tornou-se um dissidente do Movimento de Libertação do Povo do Sudão liderando o Movimento Democrático do Sudão do Sul e sua ala militar, o Exército de Defesa do Sudão do Sul. Também foi um candidato independente à liderança de Jonglei antes da independência do Sudão do Sul.
Athor ingressou no Exército Popular de Libertação do Sudão em 1983 e foi nomeado para o posto de major-general depois que o grupo insurgente formalizou suas estruturas de classificação após 2005. Athor se tornou comandante da divisão de Jonglei (a 8.ª Divisão). Posteriormente, foi promovido a tenente-general e nomeado vice-chefe de gabinete para orientação política e moral. Numerosos rumores o acusam de envolvimento em contrabando de armas, tráfico de influência e apropriação indevida de fundos tanto em Jonglei quanto no Alto Nilo. Ele também esteve profundamente envolvido no sangrento desarmamento do Exército Branco Nuer em 2006. Após as eleições de abril de 2010, após suspeitas de fraude no processo, Athor orquestrou uma série de ataques às bases do Exército Popular de Libertação do Sudão. Novos ataques levam a grande insegurança na parte noroeste do estado de Jonglei. Embora Athor supostamente tenha concordado com um cessar-fogo antes do referendo de janeiro de 2011, em fevereiro de 2011, a BBC relatou a morte de 200 civis pelos homens de Athor.
Em 20 de dezembro de 2011, foi relatado que Athor havia sido morto tentando entrar no Sudão do Sul em uma tentativa de ganhar mais tropas. O vice-presidente do Sudão do Sul, Riek Machar, disse que foi morto em 19 de dezembro em um confronto com guardas de fronteira.